# ブリュッセル連続テロ事件
ブリュッセル連続テロ事件（ブリュッセルれんぞくテロじけん、英: 2016 Brussels bombings）は、2016年3月22日に、イスラム過激派のテロ組織であるISILによって行われたテロ攻撃。ベルギーの首都ブリュッセルのブリュッセル国際空港及び地下鉄マールベーク駅において発生した連続爆破テロ事件である。ベルギー連続テロ事件とも。

## 概要
ブリュッセル国際空港
ブリュッセル国際空港での爆発は、出発ロビーにおいて2回発生した。爆発した場所はアメリカン航空のカウンターの近くで、爆発した当時は朝のラッシュを迎えていて、出発ロビーでは搭乗手続きする数百人の空港を利用する人で混雑していた。空港の爆発ではその直前に発砲があり、さらにアラビア語で叫ぶ声がしたという。
地下鉄駅
ブリュッセル国際空港での爆発から約1時間後、ブリュッセル中心部にある地下鉄マールベーク駅で爆発が起き、駅からは白い煙が上がった。マールベーク駅の近くには欧州連合本部、欧州委員会ビルがある。

## 犯人

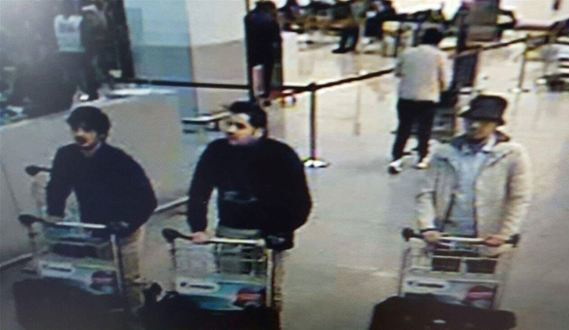
ブリュッセル国際空港の監視カメラに記録された実行犯。

計5人の襲撃犯が空港と地下鉄に爆弾を持ち込み、そのうち3人が自爆テロで死亡、残りの2人は爆弾を爆発させずに立ち去ったが、犯行から16日後に逮捕された。事件後、過激派組織ISILは「ISILに対する攻撃への代償として、十字軍同盟は暗黒の日々を迎えることを思い知らせる」と犯行声明を明らかにした。一方、犯行声明では「戦闘員たちが爆弾ベルトで一連の爆破を実行した」とし、「ベルギーが（IS掃討の）有志連合に参加している」とも述べている。
これについては2015年11月、パリ同時多発テロ事件において指名手配されていたベルギー出身の実行犯の1人が3月18日に強制捜査（en:2016 Brussels police raids）で逮捕されており、今回の爆発は「イスラム過激派による報復テロではないか」と見られている。

## 犠牲者
この攻撃で自爆テロ犯3人を含む35人が死亡、340人以上が負傷した。空港襲撃では16人が死亡、地下鉄襲撃でも同じく16人が死亡した。第二次世界大戦以来、ベルギー最悪のテロとなった。
犠牲者のうち17人はベルギー人（二重国籍の3人を含む）で、残りは外国人だった。外国人被害者は、米国、オランダ、スウェーデン、ドイツ、英国、ポーランド、中国、インド、ペルーなど様々な国の出身だった。年齢は20歳から79歳まで幅広い。
空港での犠牲者の中には、ベルギーの国連常任代表や駐米大使を務めた元外交官のアンドレ・アダム氏も含まれていた。
事件から6年後の2022年、事件発生時に空港にいた23歳のベルギー人女性が精神的苦痛を理由に安楽死を決意した。

## ベルギー政府の対応
今回の爆発を受け、ベルギー政府はベルギー国内全土におけるテロ警戒レベルを最高に引き上げた。
欧州連合本部に勤務する全職員らに外出を控えるよう指示した。
ブリュッセル地域を走る地下鉄や国鉄の主要駅は閉鎖され、バスや路面電車などすべての公共交通機関を停止させた。
ベルギーの南部にあるティアンジュ原子力発電所の作業員を避難させている。

## 各国及び国際機関などの声明
各国首脳
- ベルギー : ベルギーのフィリップ国王は事件翌日、国民に向けてのテレビ演説を行い、テロに屈しない姿勢をアピールした。

- フランス：フランスのフランソワ・オランド大統領は「欧州が標的であり、各国が連携して対応すべきだ」と述べた[13]。
- ドイツ：ドイツのアンゲラ・メルケル首相は「限りない決意でテロに打ち勝つ」と述べた[14]。
- イギリス : イギリスのデビット・キャメロン首相は「ブリュッセルでの出来事にショックを受けており、懸念している。支援のためにできる限りのことを行う」と述べた[15]。
- アメリカ合衆国：アメリカのバラク・オバマ大統領はキューバを訪問中であり、「テロの脅威に対向するため、世界の団結が必要」と述べた[16]。さらに2016年3月25日まで星条旗を半旗に下げるよう求める大統領令を出した。
- ロシア：ロシアのウラジミール・プーチン大統領は「残忍な犯罪を断固非難する。（国境のないテロとの戦いには）国際社会の最も活発な協力が必要だ」と述べた[17][18]。
- 日本：日本の安倍晋三首相は「今回のテロに強い憤りと衝撃を受けており、いかなる理由があろうとテロは許されない」と事件を非難し、「日本と価値を共有するベルギー、EU（欧州連合）の皆さんが困難に直面している今、強い連帯を表明いたします」とコメントを発した[19]。

国際組織
- 欧州連合：「民主社会への攻撃である」「憎しみ、暴力的過激主義およびテロとの戦いにおいて、結束し厳しく対応する」とする共同声明を出した[20][21]。
- 国際連合：安全保障理事会は、「もっとも強い言葉で非難する」とする報道声明を出した[22]。潘基文国連事務総長は「卑劣な犯行だ」と強く非難している[23]。：
- NATO：「最も強い表現で、ブリュッセルでのテロ攻撃を非難する」という声明を出した[24]。
- 国際オリンピック委員会（IOC）：トーマス・バッハ会長は、「IOCは卑劣なるテロリストによる今回の攻撃を強く非難し、そして常にベルギーと欧州の人々と共にある」との声明を発した[25]。

## 影響、その他
- ブリュッセル空港は22日から閉鎖されたため[26]、全日本空輸は、22日の成田→ブリュッセル便はデュッセルドルフ空港にダイバートさせ、3月31日まで同区間の欠航が決まった[27]。
- ブリュッセル地下鉄、路面電車、バス等は運行を休止、高速鉄道タリス、ユーロスター、ICE、およびベネルクストレインは、ブリュッセルへの乗り入れを中止している[28]。
- パリ同時多発テロ事件の時と同様に、パリのエッフェル塔、ベルリンのブランデンブルク門、ドバイのブルジュ・ハリファやメキシコシティの連邦議会上院などがベルギー国旗の色にライトアップされた[29]。

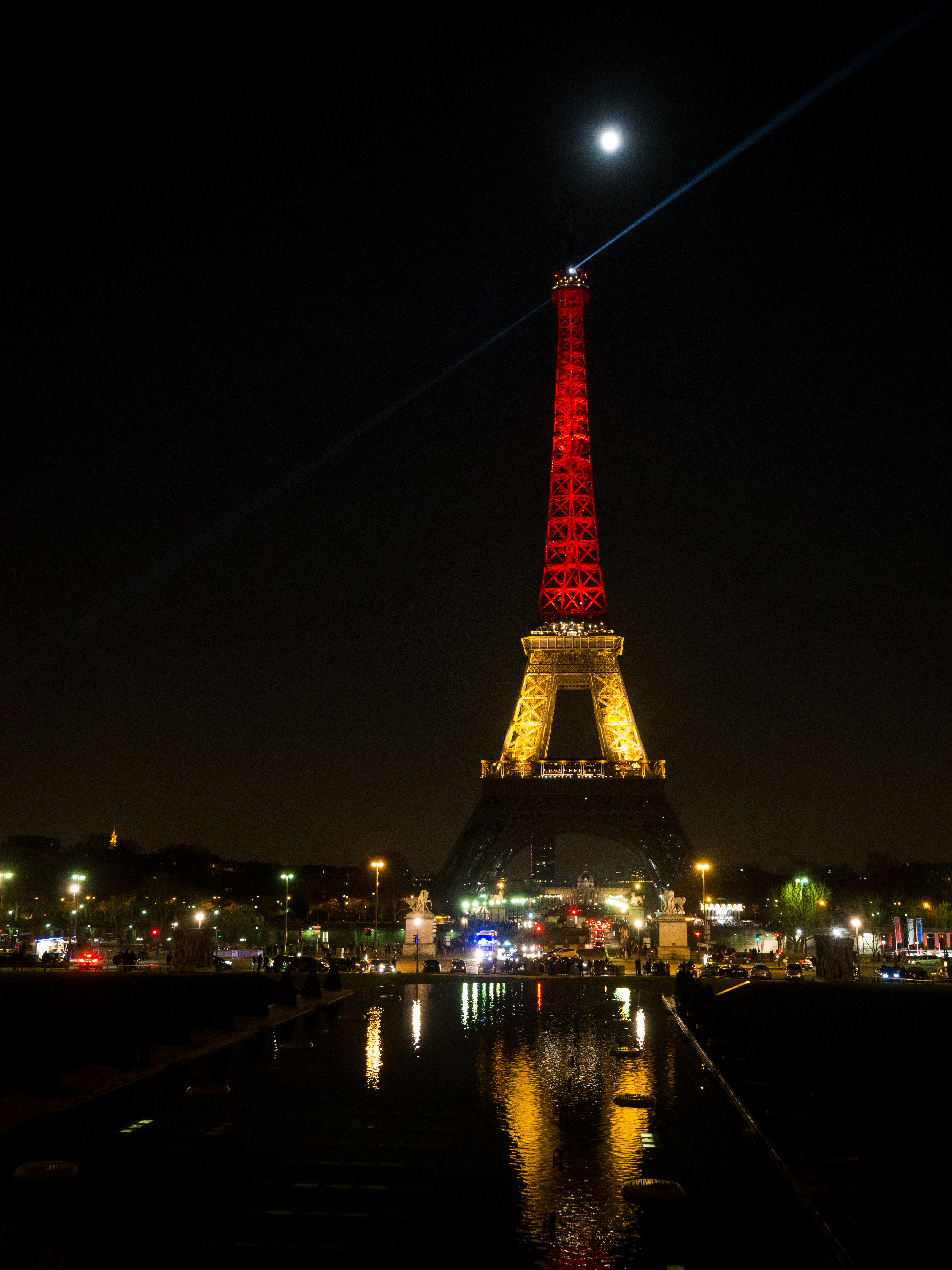
エッフェル塔
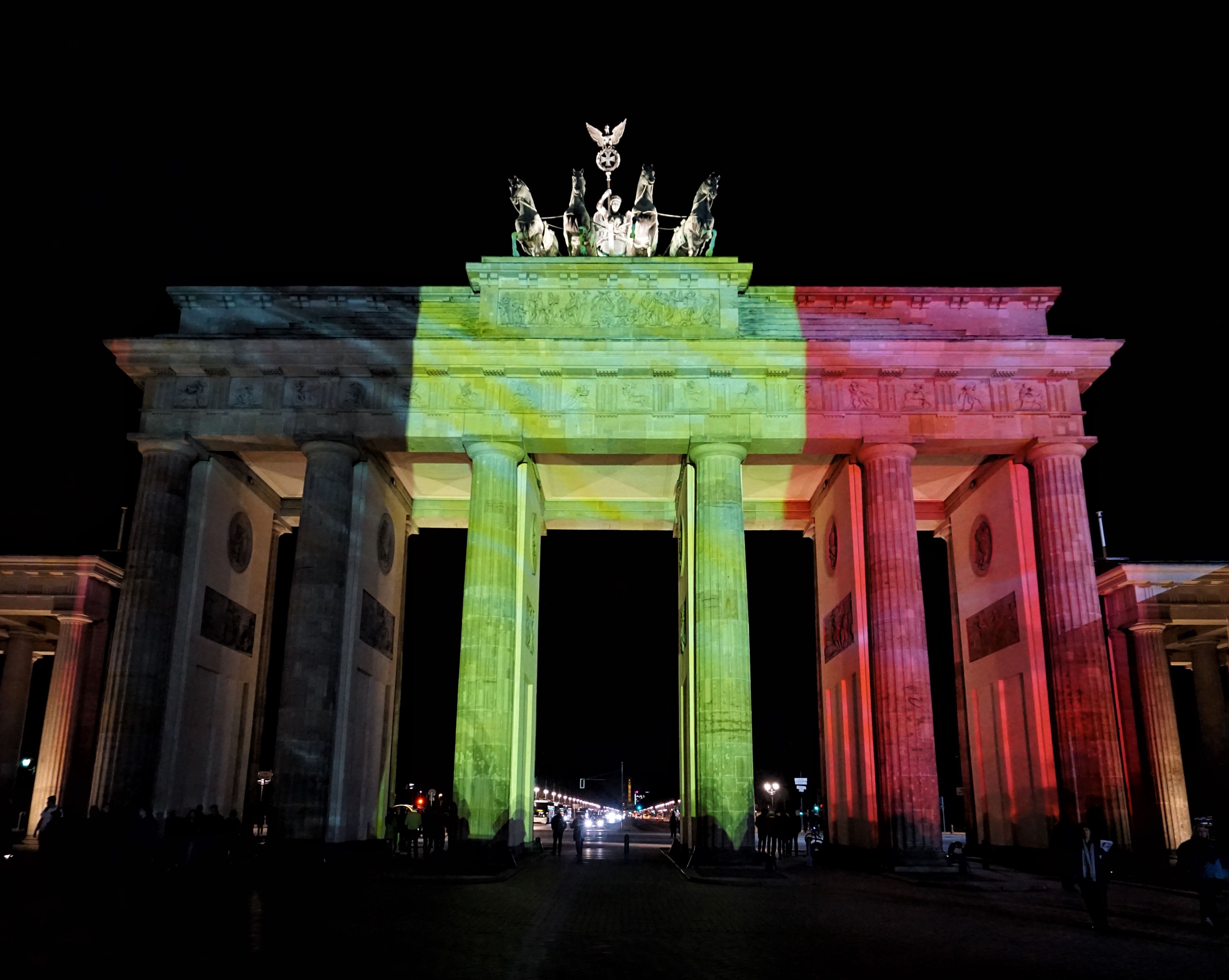
ブランデンブルク門
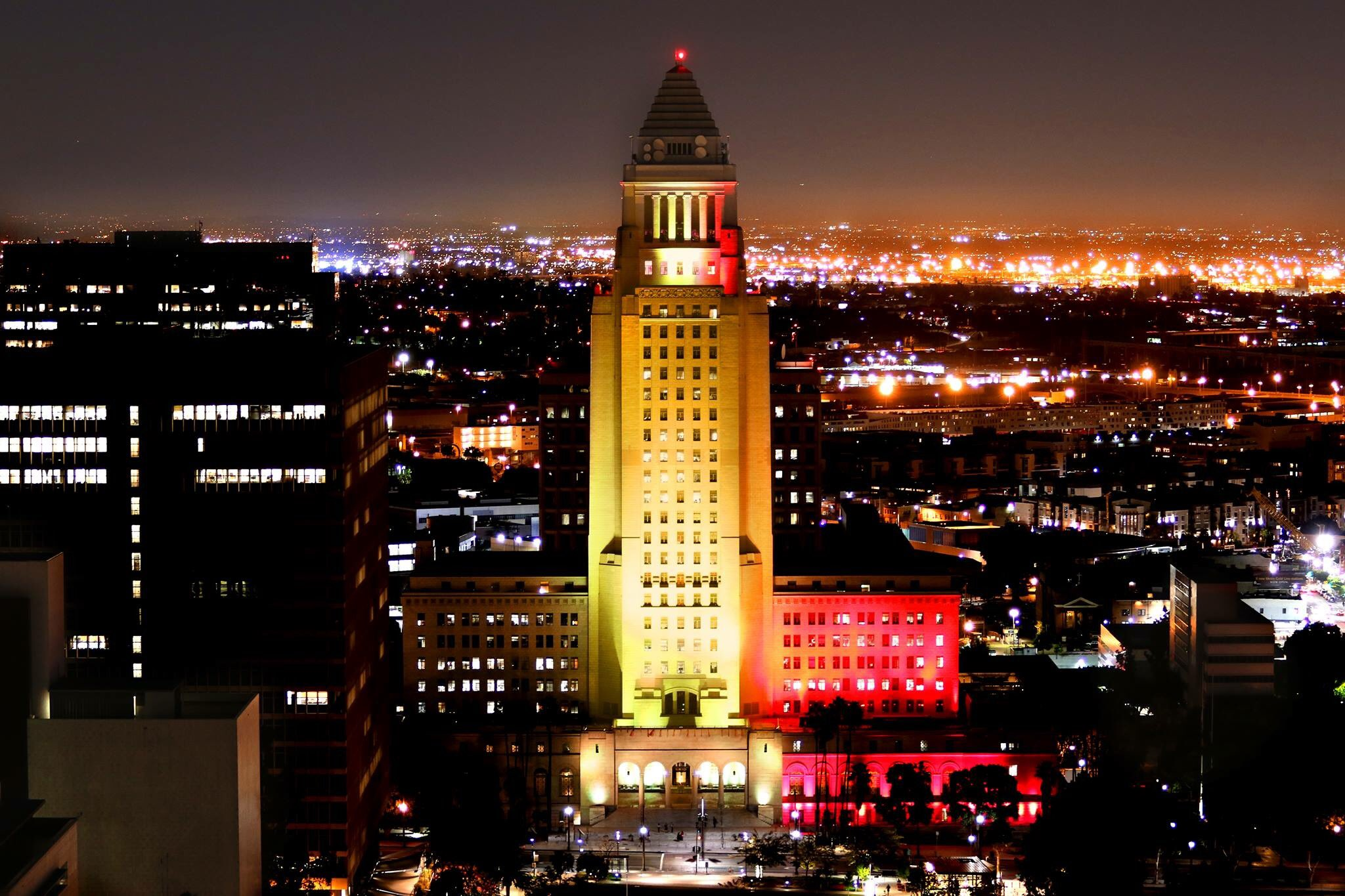
ロサンゼルス市庁舎
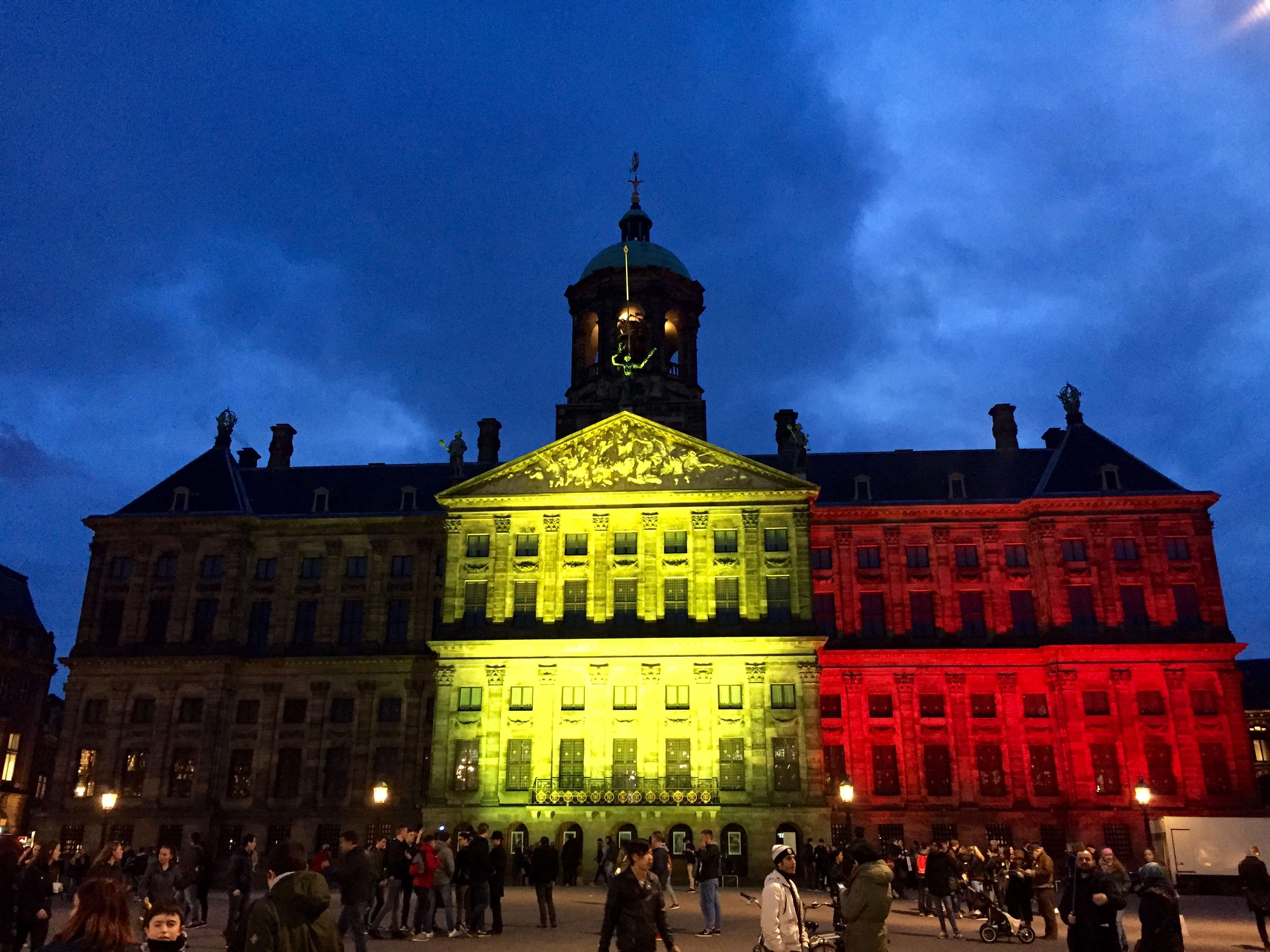
アムステルダムの王宮（英語版）

ブリュッセルでのテロはヨーロッパにおける国境を越えた人の移動、寛容政策、言論の自由に対する大きな打撃となった。
パリ同時多発テロ事件で公衆が理解するようになったことだが、人の自由な行き来を可能にすることでテロリストも自由に移動できるようになった。
もちろん、警備のない街道でランダムにおこるテロを防ぐのは難しく、けれども今回のテロは空港や地下鉄といった(政府によって)コントロールされる空間で起こった。それらの区域は本来は旅行者にとって安全であるべき区域でもある。
パリの事件でもそうだったように、ブリュッセルのテロでも欧州に流入してきた移民に紛れてテロリストが入り込んでおり、それらがテロに関与した可能性が指摘された。移民や多文化共生といったものに寛容な姿勢はリスクを深刻化させる結果となった。
EUとトルコの間で交わされた協定では不法移民を「安全な第三国」トルコへ強制送還することになっている。
（その見返りにトルコ国民はシェンゲン域内をビザなしで移動できるようになる。）これに対しUNHCRやアムネスティ・インターナショナルなどがこの協定は国際法とEU法に違反するとして非難した。
フランスやスペインもこの協定に懐疑的だったが、今回のテロ攻撃によって移民をトルコに強制送還するという協定がより多くの公衆から支持されるようになった。
イギリスは2016年6月にEUからの離脱の是非を問う国民投票を行うことが決まっていた。今回のテロはイギリス有権者の心理に疑いという種を播くことになる。イギリスのデーヴィッド・キャメロン首相らEU残留派は、EUはイギリスをより安全にすると主張している。
だが、攻撃が起こる度にEUはイギリスをより安全にするという説は非現実的となり、今回のテロ攻撃はイギリス有権者にイギリスの国境の後ろに退却するよう促すこととなった。

## 関連する作品
- 『ブリュッセル・レクイエム』（A Brussels Requiem） - ベルギーの作曲家 ベルト・アッペルモントが2016年に作曲した、英国式ブラスバンド編成による楽曲。